# Ryggen, Dalarna
Ryggen är en sjö i Falu kommun och Säters kommun i Dalarna och ingår i Dalälvens huvudavrinningsområde. Sjön har en area på 2,38 kvadratkilometer och ligger 207,9 meter över havet. Sjön avvattnas av vattendraget Långshytteån (Glasån).

## Delavrinningsområde
Ryggen ingår i det delavrinningsområde (671863-150811) som SMHI kallar för Utloppet av Ryggen. Medelhöjden är 244 meter över havet och ytan är 16,68 kvadratkilometer. Det finns inga avrinningsområden uppströms utan avrinningsområdet är högsta punkten. Långshytteån (Glasån) som avvattnar avrinningsområdet har biflödesordning 2, vilket innebär att vattnet flödar genom totalt 2 vattendrag innan det når havet efter 208 kilometer. Avrinningsområdet består mestadels av skog (76 procent). Avrinningsområdet har 2,42 kvadratkilometer vattenytor vilket ger det en sjöprocent på 14,5 procent.